# Gualtieri III di Brienne

Stemma dei Brienne : d'azur au lion d'or armé et lampassé de gueules

Gualtieri III di Brienne in francese Gauthier de Brienne (1166 circa – Sarno, 14 giugno 1205) fu conte di Brienne (1191 – 1205), principe di Taranto e conte di Lecce.

## Biografia

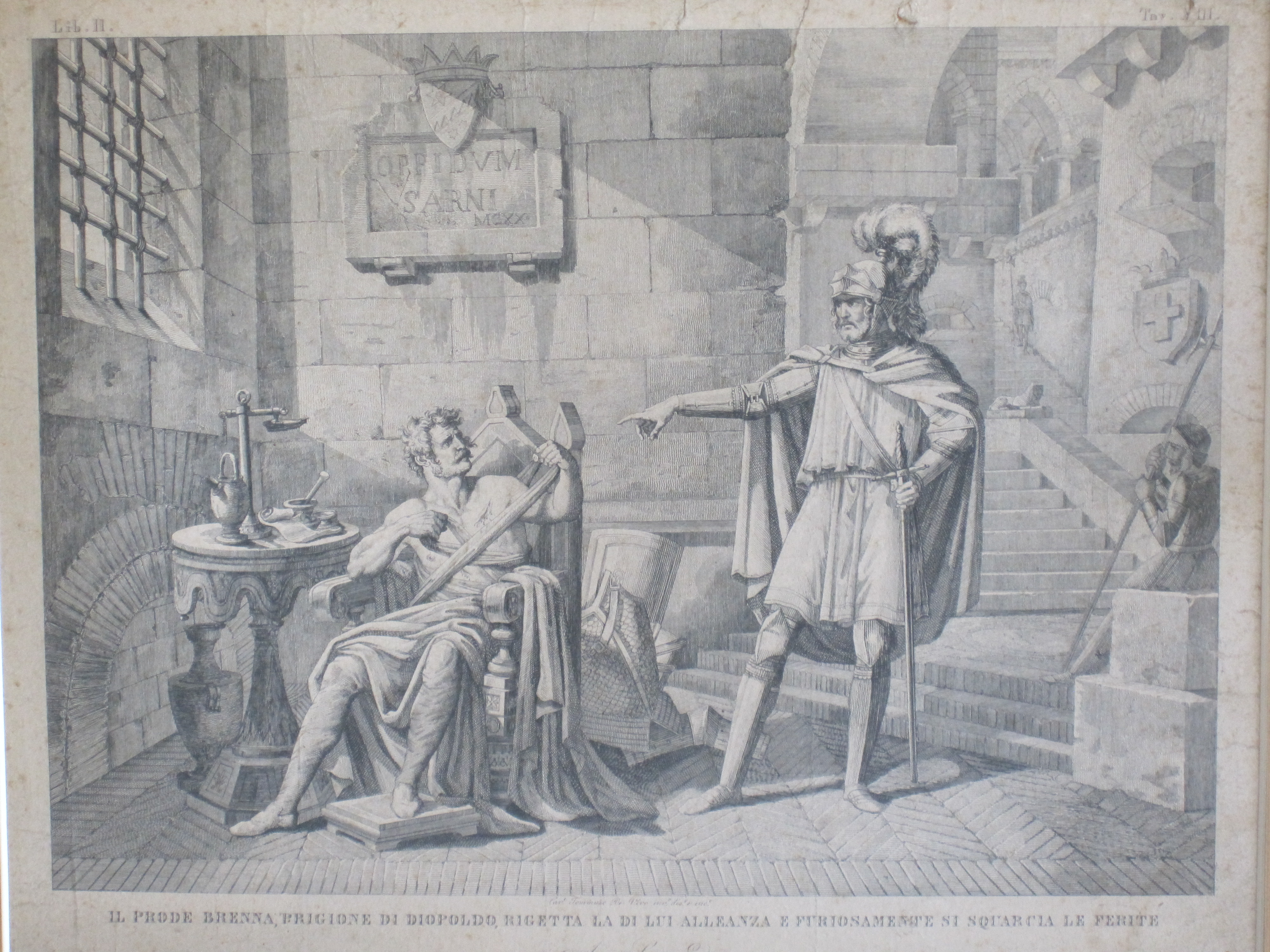
Gualtieri catturato, rifiuta le cure di Diopoldo conte di Acerra

Era il figlio primogenito di Erardo II di Brienne e di Agnese di Montfaucon; alla morte del padre, nel 1191, ereditò la contea di Brienne.
Nel 1200 sposò Albiria (o Maria Albina, Elvira, Bianca, † post 1216), figlia del defunto re Tancredi di Sicilia e sorella ed erede di Guglielmo III, ultimo re della casa d'Altavilla di Sicilia. All'epoca del matrimonio con Gualtieri, Albiria, la madre e le sorelle, avevano appena lasciato la prigionia in un monastero in Alsazia, e tentavano di tessere opportune alleanze in Francia per rivendicare il regno di Sicilia, usurpato dal re dei Romani Enrico VI di Svevia in nome della moglie Costanza d'Altavilla, e ora nelle mani del suo giovanissimo figlio, Federico II di Svevia. 
Gualtieri aveva ricevuto dall'imperatore Enrico VI, morto nel 1197, la promessa dei feudi di Taranto e Lecce e nel 1201 si recò a Roma per ottenere da papa Innocenzo III il riconoscimento dei titoli. Il pontefice lo nominò principe di Taranto, duca di Apulia e conte di Lecce, e inoltre lo scelse come proprio paladino per riportare il controllo nel regno di Sicilia, messo in pericolo da quando Marcovaldo di Annweiler e Diopoldo di Acerra, col sostegno dell'arcivescovo di Palermo Gualtieri di Palearia, pretendevano il tutoraggio sul piccolo Federico II, affidato invece dalla madre e reggente Costanza d'Altavilla proprio al pontefice.
Gualtieri, sostenuto dalle lettere del papa e dalle truppe del conte Pietro di Celano, ottenne subito dei parziali successi a Teano, Capua e Venafro, ricacciando Diopoldo nel suo feudo di Sarno.
Nello stesso anno Gualtieri si trovò impegnato a recuperare le città pugliesi ribelli del principato di Taranto (Melfi, Monopoli e la stessa Taranto) oltre alla contea di Lecce che destinò a Sibilla di Medania, vedova di re Tancredi e madre della moglie.
Il 6 ottobre 1201, nei pressi di Canne, Gualtieri dovette respingere un assalto delle truppe di Diopoldo; l'anno dopo Marcovaldo morì a Messina.
Nel 1204 Diopoldo attaccò nuovamente Gualtieri e lo assediò nel castel Terracena di Salerno, dove il conte di Brienne perse un occhio a causa di una freccia. Nonostante la menomazione, Gualtieri ruppe l'assedio e costrinse alla fuga Diopoldo, il quale si ritirò nella sua fortezza di Sarno. Gualtieri lo raggiunse e pose d'assedio il castello del rivale. Ma l'11 giugno 1205, cadde in un agguato, fu ferito e trascinato all'interno della fortezza, dove rifiutò le cure offertegli da Diopoldo in cambio della resa. Gualtieri III morì il 14 giugno 1205. I soldati del suo seguito reclamarono il suo corpo e gli diedero sepoltura nell'antica chiesa di Santa Maria della Foce a Sarno. Il sepolcro è tornato alla luce nel corso del ‘600, durante i lavori di edificazione dell'attuale Santuario.
Nel 1205, anno della sua morte, la vedova Albiria diede alla luce un figlio postumo, Gualtieri IV di Brienne, che ereditò dal padre solo la contea di Brienne. I feudi del sud Italia erano stati infatti confiscati. La figlia, Anais, sposò invece Baliano I de Grenier, Signore di Sidone, e fu anche amante di Federico II. La vedova sposò in seconde nozze Giacomo Sanseverino, conte di Tricarico, e in terze nozze Tigrini Guidi, conte di Modigliana (o forse conte palatino in Toscana).
Alcuni documenti riferiscono che verso il 1200 fu arruolato fra le truppe di Gualtieri anche Francesco di Bernardone da Assisi, il quale avrebbe abbandonato l'esercito a Spoleto per ritirarsi nel paese natale. Da altre fonti si sarebbe inoltre scoperto che san Francesco, colpito dalla notizia della disfatta e della morte di Gualtieri, si sarebbe recato a Sarno per rendere omaggio alla sua tomba.